# Gervasio Espinosa
Gervasio Espinosa (Buenos Aires, julio de 1796 - diciembre de 1865) fue un militar argentino que participó en la guerra de independencia y en la guerra civil de su país.

## Biografía
Hijo de un rico comerciante y hacendado, era el mayor de varios hermanos, todos los cuales tomaron las armas durante el primer lustro después de la Revolución de Mayo. Estudió en el Colegio de San Carlos, pero en su juventud se unió al regimiento de Blandengues de la frontera.
En 1811 se unió al ejército que operaba en la Banda Oriental al mando de José Rondeau, debido a que tenía intereses rurales en la zona. Participó en el sitio de Montevideo y en la batalla de Cerrito. Más tarde pasó a la guarnición de Colonia. Allí se destacó por capturar, desde un bote, un buque de guerra español y apresar a toda la tripulación.
Abierta la Campaña Naval de 1814, Guillermo Brown lo incorporó a su flota admirado por la audacia y pericia naval del oficial. Luchó en la captura de la isla de Martín García y dos barcos españoles, y en el combate naval del Buceo, que permitió la captura de Montevideo. Formó parte del ejército que ocupó la ciudad.
Más tarde fue destinado a enfrentar a los federales de José Artigas, y luchó en las batallas de Las Piedras, Pos Pos, Maramarajá y Guayabos, todas a órdenes de Manuel Dorrego.
En 1815 fue enviado al Alto Perú a unirse a la tercera campaña sobre esa región, al mando de Rondeau. Participó en la batalla de Sipe Sipe. Permaneció un tiempo en el Ejército del Norte, antes de regresar a Buenos Aires.
A órdenes de Rafael Hortiguera participó en una campaña contra la provincia de Santa Fe, luchando en el combate de Paso de Aguirre. Luego fue comandante del fuerte de Rojas.
En 1820 participó de la guerra contra Santa Fe, y combatió en las batallas de Cañada de la Cruz, San Nicolás, Pavón y Gamonal. Apoyó la revolución de octubre de ese año, dirigida por Manuel Pagola, por lo que terminó el año en prisión. Fue desterrado, regresando a fines de 1821, en que fue dado de baja.
Vivió un tiempo en el campo, hasta que en 1828 se incorporó al regimiento de caballería formado por Juan Manuel de Rosas en San Miguel del Monte. Estaba en Buenos Aires cuando estalló la revolución de Juan Lavalle, y logró sacar de la ciudad un regimiento, al frente del cual peleó en la batalla de Navarro. Permaneció oculto varios meses, hasta que Rosas puso sitio a Buenos Aires, y se incorporó a sus fuerzas en Cañuelas; participó en las negociaciones para la paz.
En 1831 formó parte de la campaña contra José María Paz en Córdoba, al mando de Juan Ramón Balcarce. Posteriormente pasó a las fuerzas de Facundo Quiroga y combatió en el sitio de Río Cuarto contra las fuerzas de Juan Gualberto Echeverría, pero no continuó hacia Cuyo.
Fue ascendido a general en 1832. Al año siguiente se unió al partido federal contrario a Rosas, y enfrentó la Revolución de los Restauradores, como el único jefe de fuerzas de campaña que se negó a ponerse a órdenes de los rebeldes. Dos años más tarde, fue uno de los pocos ciudadanos que se manifestó abiertamente en contra de la "suma del poder público" otorgada a Rosas. Temiendo por su vida, al salir a la luz la Mazorca, emigró a Montevideo en 1835. Fue dado de baja por orden del gobernador Rosas.
Secundó a Fructuoso Rivera en sus campañas contra el presidente Manuel Oribe y combatió en la batalla de Carpintería. Pero, al no compartir la alianza de su jefe con los unitarios y con Francia, regresó poco después a Buenos Aires.
Reincorporado al ejército a fines de 1840, participó en el principio de la campaña de Oribe en persecución de Lavalle. Pasó el resto de la década dedicado a la administración de su estancia.
Después de la Batalla de Caseros formó en la junta de guerra de la defensa contra el sitio de Buenos Aires impuesto por Hilario Lagos. Más tarde fue inspector general del ejército. En 1853 fue senador provincial, pero se identificó con el partido federal, por lo que fue dado de baja, enjuiciado y estuvo preso varias semanas. No volvió a tener actuación pública.